# Bella vita e guerre altrui di Mr. Pyle, gentiluomo
Bella vita e guerre altrui di Mr. Pyle, gentiluomo è il primo romanzo dello storico Alessandro Barbero, pubblicato nel settembre 1995. 
Nel 1996 il libro ha vinto il Premio Strega e il Premio Grinzane Cavour, per la categoria Giovane Autore Esordiente. È stato tradotto in sette lingue.

## Genesi
La stesura del romanzo durò dieci anni; fu pubblicato grazie all'intercessione e all'interesse di Aldo Busi, che ne ideò anche il titolo.

## Descrizione
Questo romanzo storico è ambientato all'epoca delle guerre napoleoniche, nel 1806. Scritto in forma di diario, è influenzato stilisticamente dalla letteratura di viaggio del XVIII secolo. 
L'autore, nella scelta del tema storico napoleonico, è stato influenzato dalla lettura della biografia di Napoleone di Hilaire Belloc. 

## Trama
Il diplomatico statunitense Robert L. Pyle sbarca ad Amsterdam col suo servitore Will nel luglio del 1806 per recarsi per via di terra a Berlino, dove assumerà l'incarico di ambasciatore presso il re di Prussia. Durante il tragitto entra in territorio prussiano una prima volta quando tocca Münster e Hannover, cogliendo l'occasione per presentare le proprie credenziali alle autorità locali. Entra poi nel Ducato di Brunswick dove fa la conoscenza del sovrano.
A Berlino incontra Federico Guglielmo III e inizia a frequentare l'alta società della capitale, introdotto nei salotti più in vista (come quelli della signora von Crayen e di Rahel Levin) grazie alle amicizie che si è fatto, come col principe Louis-Ferdinand e la sua cerchia.
Avendo avuto notizie sul deterioramento delle relazioni tra la Prussia e l'Impero Francese di Napoleone Bonaparte, Pyle decide di spostarsi nelle regioni orientali del regno per rendersi conto della loro situazione e della solidità del dominio prussiano, fermandosi prima a Königsberg poi a Varsavia, attraversando così i territori acquisiti in seguito alle spartizioni della Polonia. Si accorge in tal modo del senso di superiorità provato dai funzionari prussiani nei confronti della popolazione polacca e del rimpianto per l'indipendenza perduta, accompagnato a una speranza in una futura riscossa, che alberga nei membri dell'aristocrazia polacca.
Dalla Polonia, attraversando la Slesia, Pyle si porta nel Principato Elettorale di Sassonia, trattenendosi per diverso tempo a Dresda, dove ha l'impressione che l'alta società locale sia di vedute più ristrette che a Berlino, in parte anche per la fede cattolica professata dall'elettore e dalla sua corte. Mentre i venti di guerra spirano sempre più forti, Pyle si dirige in Turingia, fermandosi a Jena, a Weimar e a Erfurt. In questa regione incontra nuovamente molti uomini di stato e ufficiali prussiani, che vi stanno concentrando le proprie truppe per affrontare la Grande Armata napoleonica, e fa la conoscenza del poeta Goethe, che ricopre un incarico ministeriale nel Ducato di Sassonia-Weimar. Spinto dalla curiosità per le azioni belliche e da un eccesso di fiducia nella forza dell'esercito prussiano, rimane coinvolto nella battaglia di Auerstedt, nella quale Will perde la vita. Pyle si ritrova circondato dalle truppe francesi e viene portato dal maresciallo Davoust, che avendo appurato la sua identità lo lascia libero.
Quarantadue anni dopo, Pyle pubblica il diario nel quale aveva raccolto la sua esperienza.

## Luoghi
| Arrivo               | Partenza              | Città                           | Note |
| -------------------- | --------------------- | ------------------------------- | --- |
|                      | domenica 1 giugno     | New York                        | |
| sabato 12 luglio     | martedì 15 luglio     | Amsterdam                       | |
| venerdì 18 luglio    | sabato 19 luglio      | Münster                         | Incontro con: von Blücher |
| martedì 22 luglio    | giovedì 24 luglio     | Hannover                        | |
| venerdì 25 luglio    | domenica 27 luglio    | Brunswick                       | Incontro con: duca di Brunswick, principe ereditario di Brunswick |
| mercoledì 30 luglio  | giovedì 21 agosto     | Berlino                         | Incontro con: conte Haugwitz, conte Kalckreuth, principe Louis-Ferdinand, Federico Guglielmo III, Radziwill, principe August Ferdinand, Dietrich Adam Heinrich von Bülow, Jean-Paul, Rahel Levin, Fichte, von Clausewitz, Zacharias Werner |
| mercoledì 27 agosto  | giovedì 28 agosto     | Marienburg                      | |
| venerdì 29 agosto    | domenica 31 agosto    | Königsberg                      | Incontro con: Friedrich Wilhelm von Bülow |
| venerdì 5 settembre  | giovedì 11 settembre  | Varsavia                        | Incontro con: Hoffmann, Stanislao Potocki |
| giovedì 11 settembre | domenica 14 settembre | Pulawi                          | Incontro con: Il principe Czartoryski, Jan Potocki |
| martedì 23 settembre | martedì 30 settembre  | Dresda                          | Incontro con: Federico Augusto I (re di Sassonia), Friedrich von Gentz |
| mercoledì 1 ottobre  | giovedì 2 ottobre     | Gera                            | |
| giovedì 2 ottobre    | domenica 5 ottobre    | Jena                            | Incontro con: Friedrich Ludwig Jahn, Luigi Aloisio di Hohenlohe-Waldenburg-Bartenstein, Goethe, Carlo Augusto di Sassonia-Weimar-Eisenach Nuovo incontro con: principe Louis-Ferdinand                                                     |
| domenica 5 ottobre   | domenica 5 ottobre    | Weimar                          | |
| domenica 5 ottobre   | venerdì 10 ottobre    | Erfurt                          | Nuovo incontro con: conte Haugwitz, regina di Prussia |
| sabato 11 ottobre    | lunedì 13 ottobre     | Weimar                          | Incontro con: Goethe, colonnello Yorck, Lucchesini |
| martedì 14 ottobre   | martedì 14 ottobre    | campo di battaglia di Auerstädt | Incontro con: Ferdinand von Schill, Louis Nicolas Davout |

## Personaggi
NOTA: I nominativi dei personaggi compaiono come sono scritti nel romanzo, al netto delle varianti ortografiche.
Robert L. Pyle
Diplomatico, ambasciatore degli Stati Uniti d'America presso il re di Prussia. Nato nel 1770, è ancora vivo nel 1848, quando scrive la prefazione al suo diario.
Will
Servitore di colore di Mr. Pyle. È un uomo libero e perde la vita durante la battaglia di Auerstedt, schiacciato dalla carrozza del suo padrone che viene rovesciata dai soldati.
Il capitano von Krockow
Ufficiale dell'esercito prussiano, incontrato da Mr. Pyle in Westfalia.
Il generale von Blücher
Ufficiale prussiano, incontrato a Münster.
Il generale conte Schulenberg-Kehnert
Ufficiale prussiano, governatore della città di Hannover.
Il generale von Rüchel
Ufficiale prussiano, comandante della piazza d'armi di Hannover.
Il duca di Brunswick
Sovrano del Brunswick, incontrato da Mr. Pyle nella sua capitale. Si mostra interessato alla storia americana, e in particolare agli indiani d'America.
Il principe ereditario di Brunswick
Figlio del precedente.
Il tenente von Lettow, il capitano von Borstell e il tenente von Belling
Ufficiali prussiani incontrati a Tangermünde sull'Elba nel viaggio da Brunswick a Berlino. Spiegano a Pyle le ristrettezze economiche in cui sono costretti a vivere gli ufficiali inferiori.
Il conte Haugwitz
Ministro degli esteri del regno di Prussia. Primo membro del governo prussiano incontrato da Pyle a Berlino.
Il conte Kalckreuth
Anziano ufficiale prussiano, in pratica destituito a causa di uno scandalo. È un fervente massone.
Il principe Louis-Ferdinand
Principe prussiano, incontrato da Pyle al Teatro dell'Opera di Berlino.
Pauline Wiesel
Amante del precedente.
Il maggiore von Schack
Amico del principe, ufficiale di cavalleria.
Il tenente von Nostitz
Aiutante di campo del principe.
Ottile e Dorothee
Cortigiane spacciate dal maggiore von Schack per le proprie moglie e cognata in una cena a casa propria.
Federico Guglielmo III
Re di Prussia, incontrato da Pyle al castello di Charlottenburg.
Il tenente von Suckow e il tenente von Knorr
Ufficiali di fanteria, amici di Schack.
La signora von Crayen
Vedova di un consigliere segreto e padrona di casa di Schack. Tiene un salotto frequentato da intellettuali e persone dell'alta società.
Victoire von Crayen
Giovane e procace figlia della precedente.
Radziwill
Principe polacco, cognato del re di Prussia.
Il principe August Ferdinand
"Ultimo fratello superstite di Federico il Grande e padre del principe Louis".
Il signor von Bülow
Già commerciante a New York, dove aveva conosciuto Pyle, poi rientrato in patria ove si dedica principalmente alla scrittura. Frequenta il salotto della consigliera von Crayen.
Jean-Paul
Scrittore che frequenta il salotto della consigliera von Crayen. Lascia interdetto Pyle per i suoi modi rudi e spicci.
Beyme
Consigliere segreto, incontrato da Pyle a Berlino.
Il colonnello von Witzingerode
Comandante della Garde du Corps a Potsdam
Rahel Levin
Ebrea berlinese che tiene un salotto frequentato anche e soprattutto da cristiani.
Henriette Fromm, detta Jette
Ex amante del principe Louis, incontrata da Pyle in casa della Levin.
Il colonnello von Walther und Cronach
Comandante di un reggimento di stanza a Berlino.
Il capitano von Pannewitz
Subordinato del precedente.
Fichte
Professore di filosofia. Pyle lo incontra in strada per caso, poi è invitato a casa sua, dove gioca a scacchi e cena assieme al professore e a sua moglie.
Il capitano von Clausewitz
Giovane ufficiale prussiano, aiutante di campo del principe Augusto, con idee innovative sulla strategia bellica.
Zacharias Werner
Poeta e drammaturgo, incontrato da Pyle nel salotto della Levin.
Meno Burg
Giovane cugino di Rahel Levin, che aspira a far carriera nell'esercito prussiano.
Lenchen
Prostituta, amante di Pyle a Berlino.
Il colonnello von Eichmann
Ufficiale che fa visitare a Pyle l'ospizio degli invalidi dell'esercito.
Mr. Brandt
Notaio o procuratore svedese incontrato da Pyle a Königsberg.
Van Opstal
Console di commercio degli Stati Uniti a Königsberg.
Il generale von Bülow
Fratello del signore incontrato a Berlino, compositore di musica sacra.
I capitani von Boyen e von Treptow
Ufficiali della guarnigione di Bartenstein.
Il signor von Griesborn
Proprietario terriero della Prussia orientale, incontrato ad Allenstein.
Il signor Schroeder
"Referendario della città di Mlawa", che ospita Pyle nella propria abitazione.
Il signor von Buchholz
Governatore di Varsavia.
Mosqua
"Alto funzionario civile, chiamato l'Oberfiskal", incontrato a pranzo dal precedente.
Hoffmann
Funzionario prussiano, consigliere di corte d'appello a Varsavia e scrittore.
Stanislao Potocki
Conte polacco, "uno degli uomini più notevoli della Polonia, membro eminente del Grande Oriente di Varsavia", visitato da Pyle nel suo castello di Wilanów.
La principessa Lubomirska
Suocera del precedente. Nel 1806 veste ancora secondo la moda del tempo di Luigi XV.
Il conte Alessandro e la contessa Anna
Figlio e nuora di Stanislao Potocki.
Mr. Grossmann
Banchiere ebreo di Varsavia, dal quale Pyle preleva del denaro mediante una lettera di cambio.
Il capitano von Manstein
Capitano dei dragoni incontrato in un teatro di Varsavia.
Il principe Czartoryski
Anziano nobile polacco, incontrato nel suo castello di Pilawi, nella Galizia occidentale annessa dagli austriaci. Nominato feldmaresciallo da Giuseppe II, ha fama di orientalista.
La principessa Czartoryska
Moglie del precedente.
Jan Potocki
Diplomatico e scrittore polacco, cugino di Stanislao.
Il dottor Demuth
Medico che visita Pyle a Glogau.
Il capitano von Gneisenau
Comandante di una compagnia di fucilieri incontrata presso Bautzen, sulla strada per Dresda.
I signori Riedel e Schweigert
Funzionari sassoni della Galleria di Dresda, che accompagnano Pyle nella visita.
Bertha
Aspirante pittrice figlia di un consigliere di Königsberg, rincontrata da Pyle a Dresda, dove si è recata per studiare i dipinti della Galleria.
Minette, detta Minettchen
Serva della precedente.
Federico Augusto
Elettore di Sassonia, incontrato da Pyle nel suo palazzo a Dresda.
Amalia
Vedova di un mugnaio, amante di Pyle a Dresda.
Mr. Gibbs
"Un gentiluomo della Carolina del Sud, di grandi mezzi e interessi artistici, giunto a Dresda [...] nel corso del suo Grand tour, proveniente da Vienna".
"Il grasso Bose"
Capitano della Garde du Corps di Dresda, così chiamato dai suoi sottoposti per la sua corporatura.
Il cavaliere Gentz
Berlinese che Pyle incontra a Dresda e che scopre avere molte conoscenze comuni con lui.
Il tenente von Kuhfass e l'alfiere von Schlütter
Ufficiali dei granatieri incontrati a Flöha.
Monsieur Flori
Francese del Périgord che lavora per una ditta olandese, incontrato a Gera.
Friedrich Ludwig Jahn
Autodefinitosi "pedagogo", arringa un gruppo di giovani in un'osteria di Jena con discorsi nazionalisti che fanno una cattiva impressione a Pyle
Uhde
Cameriere del principe Louis-Ferdinand, rincontrato a Jena.
Il principe Louis von Hohenlohe
Incontrato da Pyle nel suo castello a Jena.
Il generale conte Bevilacqua
Comandante di una delle brigate sassoni, di origine italiana, incontrato da Pyle a pranzo col principe precedente.
Il duca di Weimar
Incontrato da Pyle a Jena, dove si reca in visita al principe Louis von Hohenlohe.
Goethe
"Il celebre poeta, [...] ministro del ducato di Sassonia-Weimar", giunto a Jena al seguito del duca.
Il colonnello Yorck
"Uno dei più famosi ufficiali dell'esercito [prussiano]".
La regina di Prussia
Incontrata da Pyle a Erfurt, mentre ci si prepara allo scontro con le truppe napoleoniche.
Lucchesini
"Un piccolo italiano panciuto, al servizio dei re di Prussia fin dal tempo di Federico".
Schlepp
Soldato prussiano, già maestro di scuola, col quale Pyle conversa piacevolmente prima della battaglia di Auerstedt.
Il luogotenente von Schill
Ufficiale dei Dragoni della Regina, incontrato durante la battaglia di Auerstedt.
Il maresciallo Davoust
Comandante delle truppe francesi, dal quale Pyle viene condotto dopo la sua cattura ad opera dei soldati napoleonici.
Glessgen
Pastore protestante di Auerstedt, nella cui casa Pyle trascorre la malattia e la convalescenza dopo la sua cattura.

## Edizioni
- Alessandro Barbero, Bella vita e guerre altrui di Mr. Pyle, gentiluomo, collana Scrittori italiani, 1ª ed., Milano, Mondadori, 1995, ISBN 8804400870.
- Alessandro Barbero, Bella vita e guerre altrui di Mr. Pyle, gentiluomo, Milano, Club degli Editori, 1996.
- Alessandro Barbero, Bella vita e guerre altrui di Mr. Pyle, gentiluomo, Milano, Euroclub, 1997.
- Alessandro Barbero, Bella vita e guerre altrui di Mr. Pyle, gentiluomo, collana Oscar Bestselles, n. 902, Milano, Mondadori, 1998, ISBN 88-04-42749-3.
- Alessandro Barbero, Bella vita e guerre altrui di Mr. Pyle, gentiluomo, collana Premio Strega, Torino, UTET, 2007, ISBN 88-02-07555-7.
- Alessandro Barbero, Bella vita e guerre altrui di Mr. Pyle, gentiluomo, collana I capolavori del Premio Strega, prefazione di Aldo Busi, n. 28, Milano, Il Sole 24 Ore, 2012.
- Alessandro Barbero, Bella vita e guerre altrui di Mr. Pyle, gentiluomo, collana Oscar Contemporanea, Milano, Mondadori, 2014, ISBN 9788804638827.
- Alessandro Barbero, Bella vita e guerre altrui di Mr. Pyle, gentiluomo, collana Oscar Bestselles, Milano, Mondadori, 2018, ISBN 978-88-04-70370-9.